# Thomas Gibson-Carmichael
Thomas David Gibson-Carmichael (18 mars 1859 - 16 janvier 1926), est un homme politique libéral écossais et administrateur colonial. C'est aussi un naturaliste passionné.

## Jeunesse et éducation

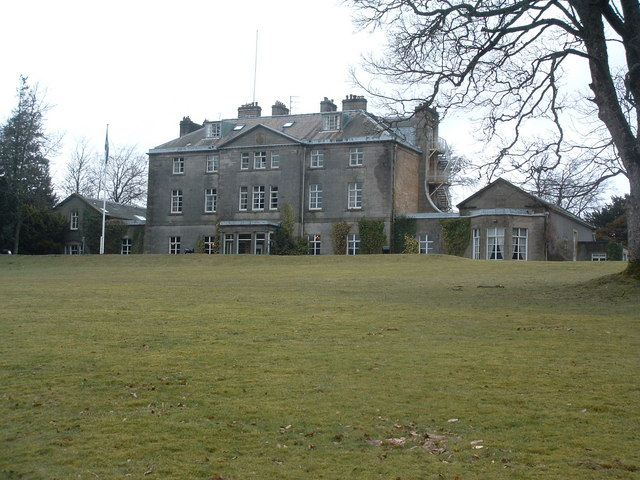
Demeure familiale de Castle Craig.

Né à Castlecraig, près d'Édimbourg, Carmichael est le fils aîné de William Henry Gibson-Carmichael, 10e baronnet, et d'Eleanora Anne Anderson, fille de David Anderson, originaire de St Germains, Longniddry,.
Il fait ses études secondaires à Wixenford puis s'inscrit en 1877 au St John's College de Cambridge en histoire, après que son premier choix d'études de sciences naturelles a rencontré l'opposition de son père. Il obtient son diplôme avec mention bien en 1881 puis séjourne en Italie la même année. Il succède à son père en tant que 11e baronnet en 1891.

## Carrière politique
Carmichael est secrétaire privé de George Trevelyan et de Lord Dalhousie, lorsqu'ils sont secrétaires pour l'Écosse. Il se présente sans succès à Peebles et Selkirk en 1892, mais est élu député libéral de Midlothian en 1895, succédant à William Ewart Gladstone. Il continue à représenter cette circonscription jusqu'aux élections générales de 1900. Pendant cette période, Carmichael loue Malleny House and Garden et développé les jardins, ainsi que l'organisation de ferronneries décoratives à ajouter au jardin.

## Gouverneur colonial

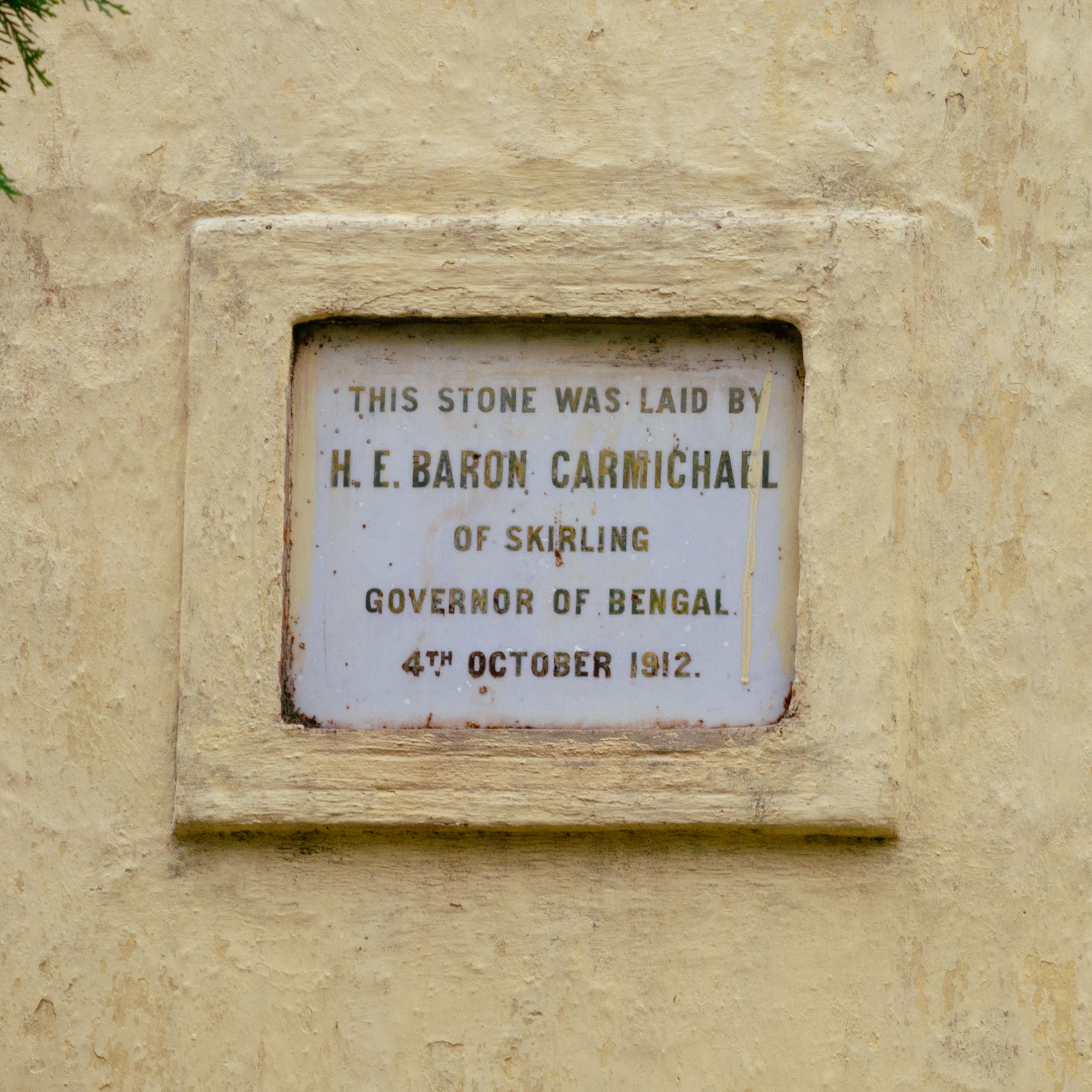
Plaque commémorative posée par le baron Carmichael, gouverneur du Bengale le 4 octobre 1912 dans la maison du Dr Graham à Kalimpong

En tant que gouverneur, Carmichael permet au premier ministre de Victoria, Thomas Bent (en), qui a perdu un vote de confiance le 3 décembre 1908, de dissoudre l'assemblée et de convoquer de nouvelles élections. Thomas Bent, cependant, perd les élections et John Murray lui succède comme premier ministre. Une enquête de la Commission royale est ouverte en 1909 pour enquêter sur les détournements financiers commis par Bent.
En 1911, Carmichael est nommé gouverneur de Madras et sert du 3 novembre 1911 au 30 mars 1912.

## Intérêts scientifiques
Thomas Gibson-Carmichael est un entomologiste amateur passionné. À la fin des années 1880, il élève des abeilles et commercialise leur miel, et, en 1891, il fonde l'Association des apiculteurs écossais,. Au cours de sa carrière en Inde, il constitue une importante collection d'insectes, principalement de la région de Darjeeling, qu'il donne au musée indien avant son départ. L'espèce Drepanosticta carmichaeli est nommée en son honneur par Laidlaw en 1915.[réf. nécessaire]
Il est président de l'Asiatic Society, une société savante de Calcutta, de 1913 à 1915 et membre à partir de 1888 de la Society of Antiquaries of Scotland, dont il est président de 1918 à 1923.

## Honneurs et postes
Il est nommé chevalier commandeur de l'ordre de Saint-Michel et Saint-Georges en 1908, chevalier grand commandeur de l'ordre de l'Empire indien en 1911 et chevalier grand commandeur de l'ordre de l'Étoile de l'Inde en 1917. En 1912, il est élevé à la pairie en tant que baron Carmichael, de Skirling dans le comté de Peebles. Sir Ashutosh Mukherjee créé un poste de professeur Carmichael d'histoire et de culture indiennes anciennes, en son honneur. Le Carmichael College de Rangpur, au Bangladesh, porte son nom et il l'inaugure en 1916.
Carmichael est également président des commissaires à la folie pour l'Écosse de 1894 à 1897, administrateur du conseil des manufactures en Écosse à partir de 1900, administrateur de la National Portrait Gallery de 1904 à 1908 et de la National Gallery de 1906 à 1908 puis de 1923 à 1926. Entre 1920 et 1926, il est Lord-lieutenant du Peeblesshire.[réf. nécessaire]

## Franc-maçonnerie
Il est franc-maçon. Il est initié en 1895 au Dramatic and Arts Lodge No. 757. Il devient Vénérable Maître de la Loge en 1902 et sert pendant deux ans. Il est également nommé grand diacre principal de la Grande Loge d'Écosse. Sept ans plus tard, il devient Grand Maître de la Grande Loge d’Écosse. Lorsqu'il est nommé gouverneur de Victoria, il démissionne de sa place de Grand Maître pour devenir presque immédiatement Grand Maître de la Grande Loge de Victoria. Il est grand maître provincial de Midlothian 1904-1909.

## Vie privée
Lord Carmichael épouse Mary Helen Elizabeth, fille du baron Albert Nugent, en juillet 1886. Ils n'ont pas d'enfants et la baronnie s'éteint à sa mort tandis que son cousin, Henry Thomas Gibson-Craig, lui succède comme baronnet,. Il meurt au 13 Portman Street, Londres, en janvier 1926, à l'âge de 66 ans, et est inhumé à Skirling, Biggar, dans le Lanarkshire.